# 罗纳德·韦尔
罗纳德·戴維·韦尔（英語：Ronald David Vale，1959年1月12日—），美国细胞生物学家，加州大学旧金山分校细胞与分子药理学系教授及麻醉學系W·K·咸美頓卓越教授。他的研究主要集中在分子马达，特别是驱动蛋白和动力蛋白。他在2012年与迈克尔·希茨和詹姆斯·斯普迪赫同获拉斯克基础医学研究奖，並於2017年與伊恩·吉本斯一同獲頒邵逸夫生命科學與醫學獎。他也是美国文理科学院的院士和美国国家科学院的成员，并曾于2012年担任美国细胞生物学学会会长。自1995年以来，他一直是霍华德·休斯医学研究所研究员。

## 早年生活與教育
韋爾在加利福尼亞州好萊塢出生，他母親依芙琳是前演員，而他父親尤金則是小說家暨編劇，已故著名歌手米高·積遜是他的小學同學。他中學在荷里活高中就讀。十年級時，他在家中地庫設置一實驗室，研究豆類植物的生理時鐘，學校輔導員因此聯絡加利福尼亞大學洛杉磯分校的卡爾·漢默（Karl Hammer），漢默後來允許韋爾在其實驗室繼續研究。學校輔導員亦鼓勵韋爾參與西屋科學比賽（今再生製藥科學比賽），最後躋身全國40強。
韋爾是家中的第一代大學生。因為喜愛比阿特麗斯·斯威尼（Beatrice Sweeney）有關在生理時鐘的研究，他進入加利福尼亞大學聖塔芭芭拉分校創新研究學院就讀，並於1980年獲得生物學與化學學士。攻讀本科期間，他先後在加州大學洛杉磯分校的C·弗拉德·霍士（C. Fred Fox）及杜克大學的羅伯特·萊夫科維茨的實驗小組工作。這些經驗令韋爾得以分別在1984和1982年出版兩篇文章。
1980年，韋爾進入史丹福大學攻讀醫學博士。不到三年，他已出版了四篇文章，這容許他參與其研究題目以外的課題。他對詹姆斯·斯普迪赫和迈克尔·希茨的研究產生興趣，他們剛剛用顯微鏡拍攝了塗上肌凝蛋白的珠子，在骨骼肌的肌動蛋白上行走的片段。1983年，他們打算在烏賊的軸突內測試細胞器運輸是否源於肌凝蛋白在肌動蛋白上的移動，但因為史丹福大學的霍普金斯海洋研究站當年無法捕獲任何烏賊，所以在得到博士導師埃里克·曼菲斯·舒特准許後，他們前往海洋生物实验室進行研究。韋爾在1985年獲頒神經科學哲學博士後，返回海洋生物实验室從事博士後研究。

## 學術生涯
在海洋生物学实验室，韋爾跟希茨、布魯斯·施納普（Bruce Schnapp）以及湯馬士·里斯（Thomas Reese）合作。他們發現細胞器運輸是雙向的，而且是在一條微管（而非他最初認為的肌動蛋白）上發生。韋爾進一步發現細胞器單靠自身無法在微管上移動，但當加入軸突的細胞質基質，細胞器便能自由移動，這顯示動力蛋白不是位於細胞器或微管上，而是溶於細胞質基質中。他還發現把細胞質基質塗在珠子上後，珠子會沿微管移動，這提供了一個以微管量度動力的方法。1984年，韋爾、希茨和里斯確定該動力蛋白的身份，命名其為「驅動蛋白」，並顯示它只會單方向往微管的N端移動。
1986年，韋爾沒有完成醫學士學位，便加入加州大学旧金山分校當助理教授。1991年，他在非洲爪蟾的卵中發現首個切割微管的蛋白。1993年，他在紫海膽中發現另一種切割微管的蛋白，並命名為劍蛋白。然後在1996年，他和其團隊發表驅動蛋白的結構。
此後，韋爾主力研究伊恩·吉本斯於1965年發現的动力蛋白。雖然動力蛋白比驅動蛋白早20年被發現，但礙於它非常龐大，不容易隔離，當時關於其的研究並不多，主要由吉本斯和其團隊進行。2006年，他從酵母菌中分離出动力蛋白，確定它在微管上行走的方法。及後他和吉本斯合作，共同發表了动力蛋白中負責連結微管的結構域的結構。他的團隊亦單獨確定了动力蛋白負責移動的結構域的結構。近年，韋爾的研究延伸至其他領域，例如T細胞的信號傳遞和RNA。

## 推廣科學工作
2006年，韋爾創立iBiology （页面存档备份，存于）網站，使大眾能免費觀看由頂尖生物學家主講的影片，更深入了解他們的研究及生物學原理。2009年，他創辦IndiaBioscience （页面存档备份，存于） 並於每年舉行年輕研究者大會（Young Investigators Meeting），給印度的年輕科學家機會來擴展人脈。2015年，他成立ASAPbio （页面存档备份，存于），推廣預印本的使用與公開透明的同行評審。
韋爾亦創立了Micro-Manager以及Microscopy 4 Kids，前者是一個免費和開源的顯微鏡程式，後者是向兒童推廣數碼顯微鏡的網站。

## 榮譽與獎項
- 美國化學學會輝瑞酶化學獎 (1991年)[24]
- 美國國家科學院會員 (2001年)[25]
- 美国文理科学院院士 (2002年)[26]
- 美國細胞生物學學會基思·R·波特讲座 (2009年)[27]
- 威利生物醫學奖 (2012年)[28]
- 阿爾伯特·拉斯克基礎醫學研究獎 (2012年)[29]
- 歐洲分子生物學組織外籍會員 (2012年)[30]
- 邁菈及索羅·G·馬斯利基金會馬斯利獎（英语：Massry Prize） (2013年)[31]
- 美國國家醫學院（前醫學研究所）會員 (2014年)[32]
- 邵逸夫生命科學與醫學獎 (2017年)[33]